# Eubelodon

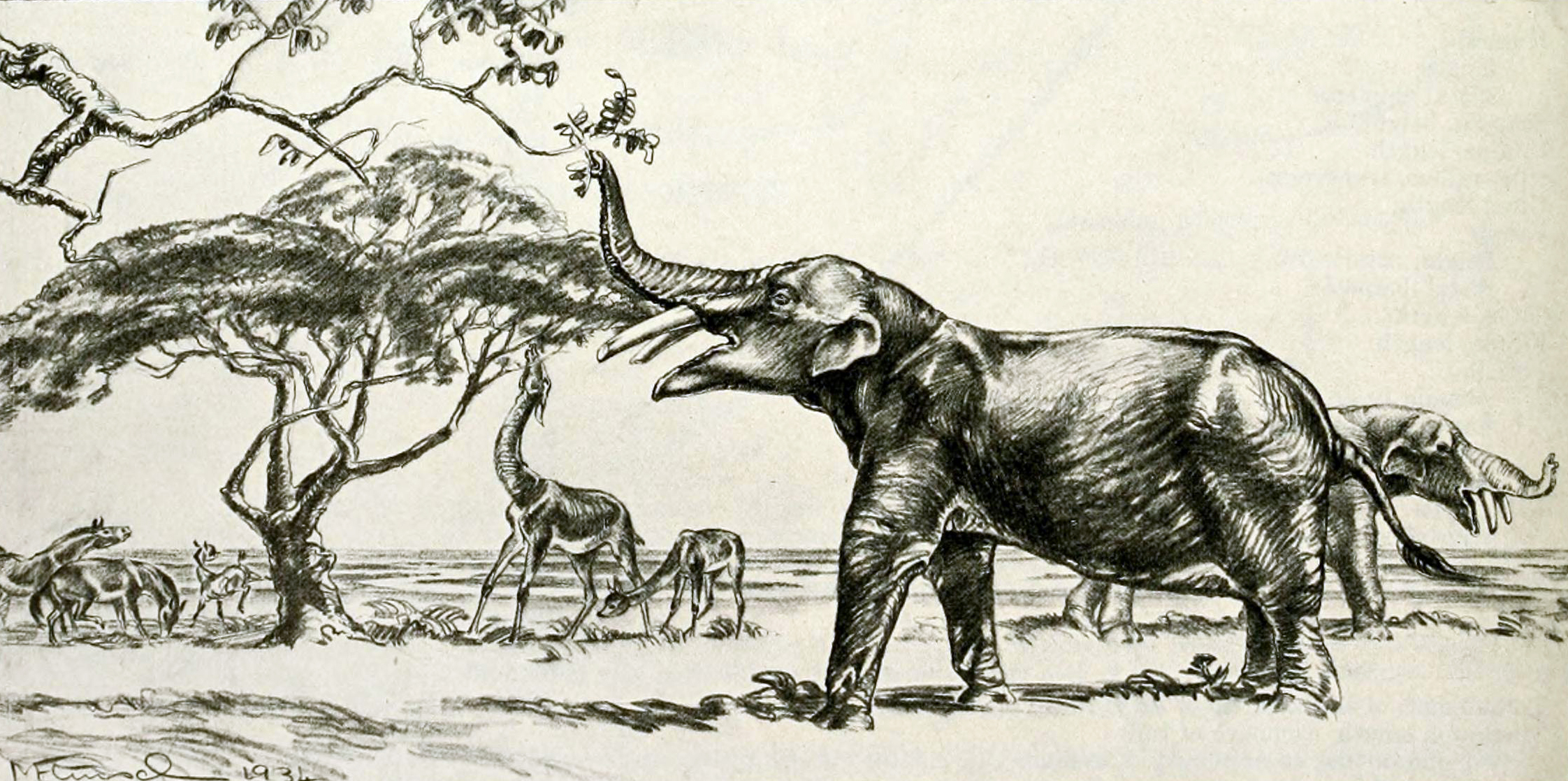
Recreación artística de un Eubelodon.

Eubelodon es un género extinto de mamíferos proboscídeos de la familia Gomphotheriidae. Contiene una sola especie E. morrilli. Habitó en Norteamérica. Este gonfotérido tenía trompa y defensas. Vivió durante el Mioceno. Posiblemente descende de Platybelodon.

## Distribución
Los fósiles se limitan a lo que hoy son las Grandes Llanuras en Estados Unidos. Los restos fueron encontrados en la cantera Poison Ivy , Condado de Antelope, en el Condado de Brown (Nebraska), y en el Condado de Tripp, Dakota del Sur (hace 13.6 - 10.3 Ma, NALMA Clarendonian).

## Taxonomía
Eubelodon fue nombrado por Erwin Hinckly Barbour en 1914. Fue relacionado con Trilophodon por Henry Fairfield Osborn en 1918 y otra vez por Heinz Tobien en 1973 con Gomphotherium.
Fue asignado a la familia Gomphotheriidae por Erwin Barbour en 1914. Luego fue asignado a la subfamilia Rhynchotheriinae por McKenna y Bell en 1997, Carroll en 1988, Shoshani y Tassy en 1996, Lambert y Shoshani en 1998, y Shoshani y Tassy en 2005.

## Anatomía

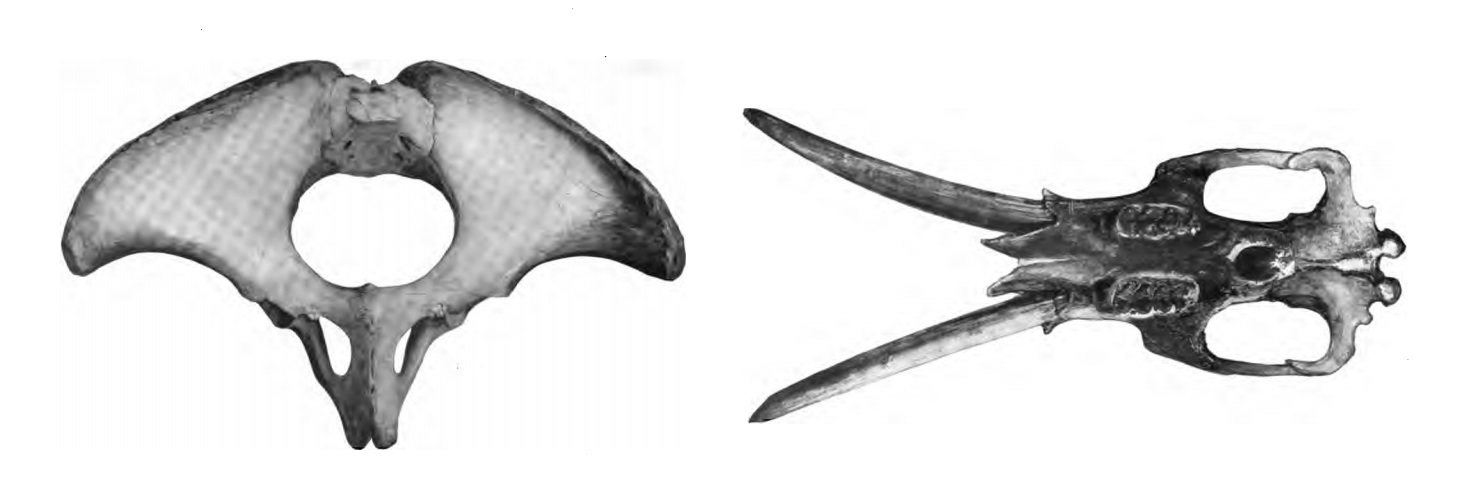
Eubelodon morrilli. Pelvis y hueso sacro (izq.) Vista palatina de cráneo mostrando colmillos en forma de cuña (der.).

En algunos aspectos, parece que Eubelodon  es una forma  primitiva de Tetrabelodon willistoni. Las defensas  de Eubelodon morrilli son relativamente grandes, pero cortas, claramente en forma de cuña, en las puntas, y sin bandas de esmalte. La pelvis, incluyendo el sacro y la columna sacra, se hallaron perfectamente conservadas, e indican que fue un animal de gran tamaño. 
La mandíbula constituye un carácter sorprendente: es enorme, recta y de gran longitud, con un maxilar inferior ascendente. Las defensas medían cuatro metros y medio más allá de la mandíbula y los labios.